# Варклед-Бодья
Варклед-Бодья — удмуртское село в Агрызском районе Республики Татарстан. Входит в состав Кучуковского сельского поселения.
Расположено на правом берегу реки Варклед в 43,5 километрах по автодорогам к югу от Агрыза.

## Этимология
Деревню назвали Варклед-Бодья по названию реки «Варклед» и названию родовой ("воршудной") группы «Бӧдья».

## История
По сохранившимся в деревне легендам, основателями села были переселенцы из сёл Малая Бодья и Малая Пурга Сарапульского уезда. Приблизительно в 1775 году человек по имени Багыш (сын Юртая из Малой Пурги), спасаясь от насильного крещения, одним из первых со своими спутниками добрался до места современного села, основав деревню у реки Варклед (приток Ижа)
. Варклед-бодьинцы до сих пор остаются верны своим языческим традициям. Сюда приезжали из Удмуртии, Эстонии, Финляндии снимать документальные фильмы о быте, традициях, обычаях сельчан. Людмила Спиридонова сняла документальный фильм «Я — язычник», Лев Вахитов — фильм «Вверх подносимое».
В «Списке населённых мест Российской империи», изданном в 1876 году, населённый пункт упомянут как казённая деревня Варклед-Бобья (Бодья) 2-го стана Елабужского уезда Вятской губернии, при речке Варклед-Бобье, расположенная в 75 верстах от уездного города Елабуга. Здесь насчитывалось 22 двора и проживало 146 человек (71 мужчина и 75 женщин), действовала мельница.
В 1887 году в деревне Варклет-Бодья Варклет-Бодьинского сельского общества Мушаковской волости проживало 237 удмуртов в 34 дворах (110 мужчин и 127 женщин). Земельный надел деревни составлял 884,6 десятин земли (в том числе 11,6 десятин усадебной земли, 521,9 десятин пашни, 111,7 — сенокоса, 12,9 — выгона, 149,1 десятины подушного леса и 64,4 — лесного надела и 13 десятин неудобной земли). У жителей имелось 202 лошади, 94 коровы и 349 единиц мелкого скота (овец, свиней и коз); 1 человек занимался местными промыслами (писарь). Было 17 грамотных и 5 учащихся, работали 2 водяные мельницы.
В 1905 году в деревне Ворклед-Бодья проживало 298 человек (148 мужчин, 150 женщин) в 44 дворах.
С конца 1921 года село было в составе Агрызского, с 1924 года — Елабужского кантона ТАССР, с 1927 года — в Агрызском районе (с 1 февраля 1963 года по 4 марта 1964 года — в Елабужском сельском районе). В 1948 году — центр Варклед-Бодьинского сельсовета.

## Население
| 2002 | 2010 | 2021 |
| ---- | ---- | ---- |
| 375  | →375 | ↘347 |

По переписи 2010 года в селе проживало 374 человека (191 мужчина, 183 женщины).
| 1859 | 1887 | 1905 | 1920 | 1926 | 1938 | 1958 | 1970 | 1989 | 2002 | 2010 |
| ---- | ---- | ---- | ---- | ---- | ---- | ---- | ---- | ---- | ---- | ---- |
| 146  | 237  | 298  | 343  | 421  | 484  | 443  | 494  | 367  | 375  | 374  |

Национальный состав
Согласно результатам переписи 2002 года, в национальной структуре населения удмурты составили 99 %.

## Экономика
Первый колхоз «Красная Бодья» в селе был основан 3 марта 1930 года. В январе 1969 года колхоз, переименованный до этого в «Ильичёвку», присоединился к колхозу «Красный Маяк», расположенному в селе Кучуково, образовав колхоз «Родина». В 1992 года Варклед-Бодьинское хозяйство получает самостоятельность и становится колхозом «Родник». В 2005 году хозяйство «Родник» преобразуется в отделение «Варклед-Бодья» филиала агрофирмы «Ак Барс-Агрыз». Действуют ферма КРС, зерноток, машинно-тракторный парк. В 27 хозяйствах села держат пчёл.
В 2009 году в селе построен свиноводческий комплекс.

## Инфраструктура и улицы
В селе действуют детский сад, начальная школа (с 1967 года), фельдшерско-акушерский пункт, многофункциональный культурный центр с библиотекой (построен в 2012 году), при котором в 2013 году создан фольклорный коллектив «Инвис» («Вдохновение»). Также работают два магазина, к востоку от села находится кладбище. Село электрифицировано и газифицировано. В селе 7 улиц.